# Иоанн (Киструсский)
Епископ Иоанн (в миру Иван Иванович Киструсский; 22 августа 1878, Зареченская слобода, Раненбургский уезд, Рязанская губерния — 26 октября 1937, Томск) — епископ Русской православной церкви, епископ Раненбургский, викарий Рязанской епархии. В 1927—1936 годы состоял в григорианском расколе, где имел титул митрополита Ранненбургского.

## Биография
Родился Иоанн 22 августа 1878 года в Зареченской слободе Раненбурга в семье священника Иоанна Елисеевича Киструсского и его жены Марии Ивановны. В семье росло шесть детей, Иоанн из них был старшим. Его отец был законоучителем городского женского училища, в местной земской школе, избирался депутатом от городского духовенства на училищные съезды, был членом правления Раненбургского училища от духовенства, был награждён за особое усердие в преподавании Закона Божьего.
В 1893 году окончил Раненбургское духовное училище. 1900 году окончил Рязанскую духовную семинарию.
9 сентября 1900 года назначен надзирателем за учениками Владикавказского духовного училища.
15 августа 1901 года уволен за штат, в связи с поступлением в Казанскую духовную академию, которую окончил в мае 1905 году со степенью кандидата богословия и с правом преподавания в семинарии.
27 мая 1905 года архимандритом Гавриилом (Зыряновым) пострижен в монашество с сохранением прежнего имени.
11 сентября 1905 года рукоположен в сан иеродиакона. 19 сентября 1905 года назначен преподавателем Воронежского духовного училища. 25 сентября 1905 года рукоположен во иеромонаха.
30 сентября 1906 года переведён преподавателем миссионерской Александровской миссионерской семинарии Владикавказской епархии в Ардоне. 8 февраля 1907 году награжден набедренником.
12 апреля 1907 года назначен помощником смотрителя Чебоксарского духовного училища.
1 сентября 1910 года назначен инспектором Александровской Ардонской духовной семинарии. 14 марта 1912 года награжден наперсным крестом, от Святейшего Синода выдаваемым. Некоторое время исполнял обязанности ректора семинарии.
После инцидента с нарушением учащимися порядка, когда была разгромлена квартира помощника инспектора, 6 октября 1912 года когда переведён преподавателем Новгородской духовной семинарии.
21 августа 1914 года — смотритель Тихвинского духовного училища. Его уважали преподаватели и учащиеся за спокойный нрав, рассудительность и доброжелательное отношение ко всем окружающим.
В 1915 году назначен священником Николаевской церкви Зареченской слободы города Раненбурга. Возведён в сан архимандрита.
10 августа 1923 года в Москве хиротонисан во епископа Михайловского, викария Рязанской епархии, с поручением временного управления Рязанской епархией, в связи с тем, что архиепископ Рязанский и Зарайский Борис (Соколов), находился в тот момент под арестом. Хиротонию совершили: Патриарх Тихон, архиепископы Серафим (Александров) и Тихон (Оболенский).
30 ноября 1923 года избран епископом Раненбургским, викарием Рязанской епархии.
Согласно рапорту епископа Иоанна Патриарху Тихону: «12 августа уже подвергся репрессиям со стороны местного ГПУ — уполномоченный ГПУ по Раненбургскому уезду Соломин запретил ему выезд в Рязань и в свой уезд, а служить разрешил лишь в 4 городских церквах <…> 4 февраля сего 1924 г. меня вызвал в учреждение начальник милиции Мазберг и объявил мне, что он запрещает мне священнослужение, так как, по его словам, без регистрации я не имею права совершать богослужения, и добавил, что и Вашему Святейшеству тоже запрещено свяженнослужение — регистрация же меня, как епископа, по словам начальника милиции, не может быть совершена без визы обновленческого Св. Синода, а ведь по декретам советской власти, никакой визы Св. Синода, по моему мнению, и не должно быть, так как обновленческий Синод есть в советской республике учреждение совершенно частного характера, не пользующееся никакими льготами и привилегиями со стороны правительства…». Сообщил об аресте активного противника обновленцев благочинного Раненбурга, протоиерея Никольской церкви Дмитрия Каверина, и о своём вызове в ГПУ по вопросу о поминовении Святейшего Патриарха.
Летом 1924 года у епископа Иоанна возник конфликт с архиепископом Рязанским Борисом (Соколовым), который был выслан из Рязанской губернии и проживал в посёлке Перловка под Москвой, управляя епархией через викарного епископа Михайловского Глеба (Покровского). Архиепископ Борис отправил рапорт Патриарху Тихону, который 9 июля 1924 года назначил епископа Иоанна на Лукояновское викариатство Нижегородской епархии. 27 июля 1924 года во епископа Раненбургского был хиротонисан Мефодий (Абрамкин).
Назначение не принял и 18 октября того же года подал прошение об увольнении на покой по болезни. 10 ноября 1924 года уволен на покой с правом проживания в Раненбурге и совершения богослужений в Николаевской (Зареченской) церкви.
29 января 1925 года запрещён священнослужении патриархом Тихоном. Указу не подчинился и продолжил служить. 21 февраля того же года патриарх Тихон подтвердил запрещение. В июне того же года запрещён в священнослужении митрополитом Петром (Полянским).
13 мая 1926 года Раненбурге состоялось объединённое собрание церковных советов Троицкого собора, Николаевской и Успенской кладбищенской церквей, на котором присутствовало 27 человек. Одним из принятых решений стало признание правящим архиереем епископа Иоанна (Киструсского), проживавшего в Раненбурге. В октябре того же года епископ Иоанн объявил о своём присоединении к ВВЦС.
Назначен правящим епископом Ранненбургским. В 1933 году возведён григорианами в сан митрополита.
6 марта 1936 года был арестован и 9 марта ему было предъявлено обвинение в организации и руководстве «контрреволюционной монархической организацией». Его содержали под стражей в Воронежской тюрьме. 3 октября 1936 года особым Совещанием при НКВД СССР приговорён к заключению в исправительно-трудовой лагерь сроком на 3 года. К делу была приложена справка о состоянии здоровья следующего содержания: «Арестованный Киструсский Ив. Ив. с двухсторонней паховой грыжей и возрастными изменениями внутренних органов к физическому труду не годен».
Иоанна Киструсского направляют в исправительно-трудовую колонию № 2 города Томска. Отбывавший в той же колонии наказание архиепископ Рязанский и Шацкий Иувеналий (Масловский) убедил Иоанна принести покаяние за уклонение в григорианский раскол.
В начале октября 1937 года они были арестованы Томским городским отделом УНКВД по Новосибирской области, как участники «контрреволюционной кадетско-монархической организации» и приговорены к высшей мере наказания — расстрелу. Расстрелян 26 октября 1937 года. Данные о месте расстрела и захоронении отсутствуют.